# OSBP (Software)
OSBP  (englisch Open Standard Business Platform) ist eine Softwarefabrik, die von der Eclipse Foundation als Open Source bereitgestellt wird.

## Beschreibung
OSBP kombiniert No-Code/Low-Code-Elemente mit klassischer Software-Entwicklung. Beim Einsatz dieser Technologie wird das Schreiben von Programmcode weitgehend durch eine beschreibende Modellierung der gewünschten Software, auf deren Basis die Fabrik selbständig den Programmcode und alle weiteren Artefakte erzeugt, ersetzt. Dabei legt OSBP den Entwickler nicht auf No-Code/Low-Code fest, sondern erlaubt ihm, eigenen Quellcode zu integrieren. Die damit erzeugten Anwendungen sind plattformunabhängig einsetzbar und für den professionellen Einsatz in Unternehmen vorgesehen.

## Ziele
OSBP wurde mit dem Ziel entwickelt, aufwändige oder repetitive Arbeitsschritte (wie den Entwurf von Architekturen oder das Erstellen von Quellcode) auf ein Minimum zu reduzieren. Dies soll den Entwicklungsprozess nicht nur erleichtern und beschleunigen, sondern auch notorische Fehlerquellen beseitigen, die bei der „Handarbeit“ des Codierens auftreten. Entwickler berichten von einer Aufwandsreduzierung von bis zu 90 Prozent mit OSBP gegenüber einer herkömmlichen Herangehensweise. Zudem verwirklicht OSBP die Vorteile einer modellgetriebenen Softwareentwicklung: Da die Modelle unabhängig vom Code sind, lassen sich jederzeit veränderte Versionen einer Anwendung erstellen – die Software bleibt flexibel und anpassbar.

## Einsatz von domänenspezifischen Sprachen
OSBP entkoppelt das fachliche vom programmiertechnischen Wissen in eigenen Abstraktionsschichten, die Domains genannt werden. Für jede Domain wurde ein abstraktes Modell definiert, dessen konkrete Ausprägung mittels domänenspezifischer Sprachen (DSL) beschrieben wird. Die einzelnen Modelle stehen in einer Domain-Architektur in Beziehung miteinander, wobei höherstehende Modelle die Komplexität der darunter liegenden verbergen und somit dem Entwickler die Arbeit vereinfachen. Auch die für die jeweiligen Domänen genutzten Frameworks (gegen die OSBP im finalen Schritt den Programmcode generiert) können ausgetauscht werden, ohne deshalb die zuvor in die Beschreibung investierte Arbeit zu verlieren. Derzeit umfasst OSBP insgesamt 26 Domains (mitsamt der dazu entwickelten DSL) und mehr als 30 integrierte Open-Source-Frameworks. Sie enthalten sämtliche für eine typische Anwendung erforderlichen Strukturelemente und Funktionalitäten. Die Domain-Modelle wie auch der Funktionsumfang der Fabrik sind – weil Open Source – für jedermann erweiterbar.

## Lizenzen
Der Quellcode ist unter der Eclipse Public License 2.0 als Open Source veröffentlicht, so dass der Einsatz von OSBP keinerlei Abhängigkeiten – beispielsweise einen Vendor-Lock-in – nach sich zieht. Zudem ist der unter professionellen Entwicklern gefürchtete Copyleft-Effekt ausgeschlossen.